# Fertőboz
Fertőboz (alemán: Holling) es un pueblo húngaro perteneciente al distrito de Sopron en el condado de Győr-Moson-Sopron, con una población en 2013 de 300 habitantes.
Se conoce su existencia desde 1281 con el nombre de Terra Bozias, aunque en el área se han hallado restos arqueológicos romanos y podría tener un origen remoto en el asentamiento romano de Sigillum Bozienisum. Perteneció a la familia noble Kanizsai en la Edad Media, pasando en el siglo XVI a la familia Nádasdy y en el siglo XVIII a los Széchenyi. El monumento más conocido de la localidad es un cenador construido en 1802 por orden de José Antonio en honor a Ferenc Széchényi, que ese año había fundado la Biblioteca Nacional de Hungría y el Museo Nacional Húngaro. La localidad cuenta con una minoría de alemanes que actualmente forma la décima parte de la población local, pero que antes de la Segunda Guerra Mundial era el grupo étnico mayoritario.
Se ubica unos 5 km al sureste de la capital distrital Sopron, junto a la salida de la ciudad de la línea de ferrocarril que lleva a Győr, al sur del lago Fertő.